# Аварікум

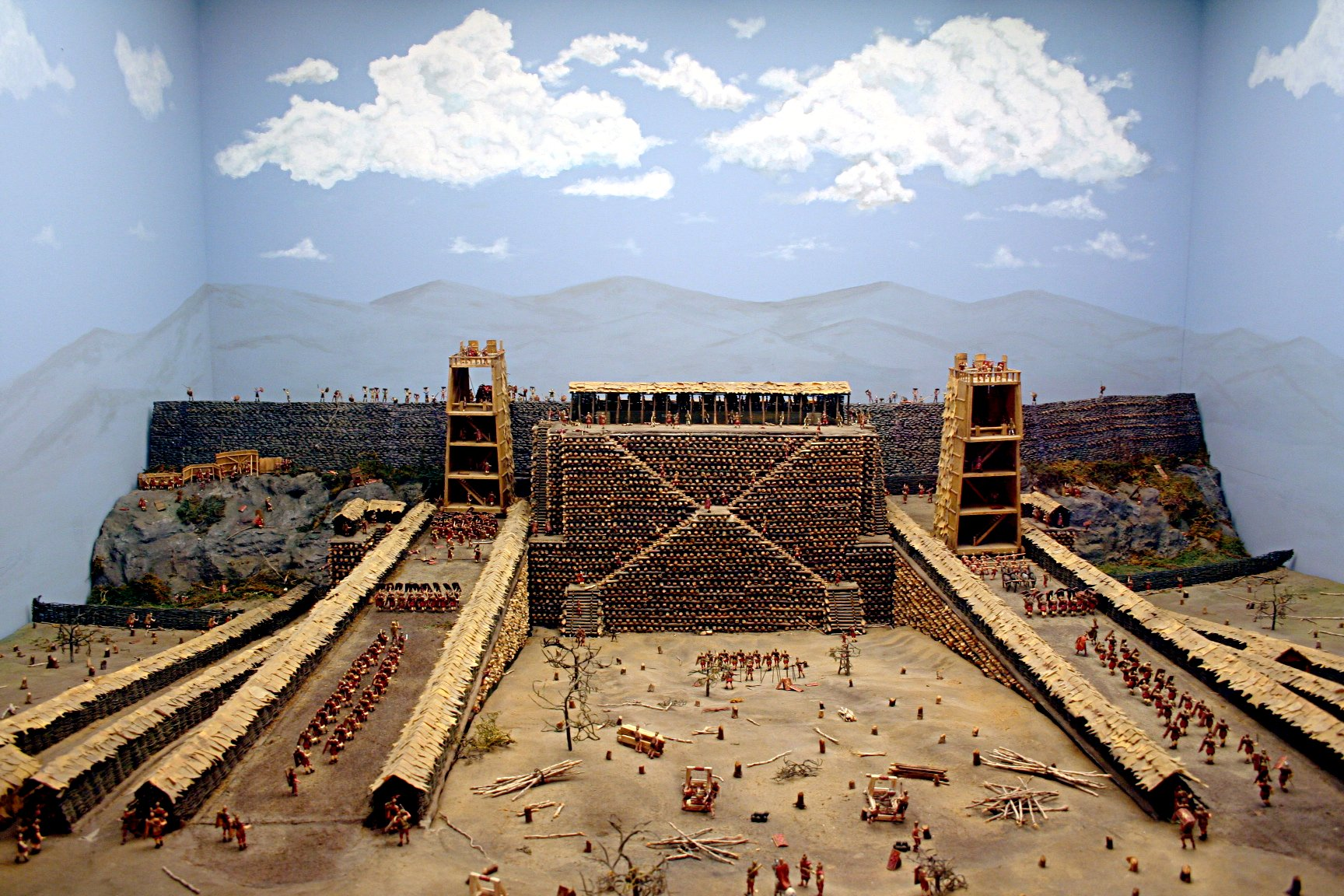
Модель облоги Аварікума

Аварікум (лат. Avaricum) — найголовніше укріплене міське поселення одного з кельтських племен бітуригів у стародавній Галлії. Нині є сучасним містом Бурж, розташованим на території Франції. Бітуриги або бітурги(латинською мовою Bituriges) — древне кельтське плем'я, яке мало дві гілки, що мешкало в центрі трансальпійської Галлії. Бітуриги визначали себе як «царі світу». Цей термін бере початок від слова Bitu(або byth, bud), та від слова rix «король». Регіон Берри та міста Бурж і Бордо отримали свої назви від бітуригів.
Місто Аварікум (або Аварик) розташовувалось на родючих землях, і було найукріпленішим серед міст бітургів. Місце будівництва міста було спеціально вибрано і схвалено плем'ям, оскільки воно було зручним з точки зору його оборони — тому воно було розташоване між річкою Луарою та болотом і мало єдиний вузький вхід. Населення міста було багатим, оскільки працювало на залізних рудниках.
Після битви з римлянами бітурги були змушені відступити за укріплення міста, попередньо спаливши свої колишні поселення, тобто використали тактику спаленої землі. Римляни під командою Гая Юлія Цезара заволоділи Аварікумом у 52 році до н. е. і знищили усі 40 тисяч присутніх там кельтів. Після завоювання місто стало столицею Aquitania Prima — області провінції Аквітанія.